# Olympische Sommerspiele 1996/Kanu
Bei den XXVI. Olympischen Sommerspielen 1996 in Atlanta wurden insgesamt 16 Kanuwettbewerbe ausgetragen, zwölf für Männer und vier für Frauen. Die zwölf Streckenwettbewerbe wurden auf dem Regattakurs auf dem Lake Lanier bei Gainesville ausgetragen, die vier Slalom-Wettbewerbe im Ocoee Whitewater Center. Zwischen 27. Juli und 4. August 1996 traten insgesamt 451 Kanuten zu den Wettbewerben an, davon 329 Männer und 121 Frauen.

## Bilanz

### Medaillenspiegel
| Platz | Land               | Gold | Silber | Bronze | Gesamt |
| ----- | ------------------ | ---- | ------ | ------ | ------ |
| 1     | Deutschland        | 5    | 2      | 2      | 9      |
| 2     | Tschechien         | 3    | 2      | –      | 5      |
| 3     | Italien            | 2    | 2      | 1      | 5      |
| 4     | Ungarn             | 2    | 1      | 3      | 6      |
| 5     | Norwegen           | 1    | 1      | –      | 2      |
| 5     | Slowakei           | 1    | 1      | –      | 2      |
| 7     | Frankreich         | 1    | –      | 2      | 3      |
| 8     | Schweden           | 1    | –      | 1      | 2      |
| 9     | Rumänien           | –    | 1      | 1      | 2      |
| 10    | Kanada             | –    | 1      | –      | 1      |
| 10    | Lettland           | –    | 1      | –      | 1      |
| 10    | Moldau             | –    | 1      | –      | 1      |
| 10    | Slowenien          | –    | 1      | –      | 1      |
| 10    | Schweiz            | –    | 1      | –      | 1      |
| 10    | Vereinigte Staaten | –    | 1      | –      | 1      |
| 16    | Australien         | –    | –      | 3      | 3      |
| 17    | Bulgarien          | –    | –      | 1      | 1      |
| 17    | Polen              | –    | –      | 1      | 1      |
| 17    | Russland           | –    | –      | 1      | 1      |

### Medaillengewinner
| Konkurrenz             | Gold                                                             | Silber                                                          | Bronze                                                                     |
| ---------------------- | ---------------------------------------------------------------- | --------------------------------------------------------------- | -------------------------------------------------------------------------- |
| Einer-Kajak 500 m      | Antonio Rossi                                                    | Knut Holmann                                                    | Piotr Markiewicz                                                           |
| Einer-Kajak 1000 m     | Knut Holmann                                                     | Beniamino Bonomi                                                | Clint Robinson                                                             |
| Zweier-Kajak 500 m     | Deutschland Kay Bluhm Torsten Gutsche                            | Italien Beniamino Bonomi Daniele Scarpa                         | Australien Daniel Collins Andrew Trim                                      |
| Zweier-Kajak 1000 m    | Italien Antonio Rossi Daniele Scarpa                             | Deutschland Kay Bluhm Torsten Gutsche                           | Bulgarien Andrian Duschew Milko Kasanow                                    |
| Vierer-Kajak 1000 m    | Deutschland Thomas Reineck Olaf Winter Detlef Hofmann Mark Zabel | Ungarn András Rajna Gábor Horváth Ferenc Csipes Attila Adrovicz | Russland Oleg Gorobi Sergei Werlin Georgi Zybulnikow Anatoli Tischtschenko |
| Einer-Canadier 500 m   | Martin Doktor                                                    | Slavomír Kňazovický                                             | Imre Pulai                                                                 |
| Einer-Canadier 1000 m  | Martin Doktor                                                    | Ivans Klementjevs                                               | György Zala                                                                |
| Zweier-Canadier 500 m  | Ungarn György Kolonics Csaba Horváth                             | Moldau Victor Reneischi Nicolae Juravschi                       | Rumänien Gheorghe Andriev Grigore Obreja                                   |
| Zweier-Canadier 1000 m | Deutschland Andreas Dittmer Gunar Kirchbach                      | Rumänien Antonel Borșan Marcel Glăvan                           | Ungarn György Kolonics Csaba Horváth                                       |
| Slalom Einer-Kajak     | Oliver Fix                                                       | Andraž Vehovar                                                  | Thomas Becker                                                              |
| Slalom Einer-Canadier  | Michal Martikán                                                  | Lukáš Pollert                                                   | Patrice Estanguet                                                          |
| Slalom Zweier-Canadier | Frankreich Franck Adisson Wilfrid Forgues                        | Tschechien Jiří Rohan Miroslav Šimek                            | Deutschland André Ehrenberg Michael Senft                                  |

| Konkurrenz         | Gold                                                                  | Silber                                                                  | Bronze                                                                   |
| ------------------ | --------------------------------------------------------------------- | ----------------------------------------------------------------------- | ------------------------------------------------------------------------ |
| Einer-Kajak 500 m  | Rita Kőbán                                                            | Caroline Brunet                                                         | Josefa Idem                                                              |
| Zweier-Kajak 500 m | Schweden Agneta Andersson Susanne Gunnarsson                          | Deutschland Birgit Fischer Ramona Portwich                              | Australien Anna Wood Katrin Borchert                                     |
| Vierer-Kajak 500 m | Deutschland Birgit Fischer Anett Schuck Ramona Portwich Manuela Mucke | Schweiz Ingrid Haralamow Daniela Baumer Sabine Eichenberger Gabi Müller | Schweden Susanne Rosenqvist Anna Olsson Agneta Andersson Ingela Ericsson |
| Slalom Einer-Kajak | Štěpánka Hilgertová                                                   | Dana Chladek                                                            | Myriam Fox-Jerusalmi                                                     |

## Ergebnisse

### Kanurennsport Männer

#### Einer-Kajak500 m
| Platz | Land | Sportler          | Zeit (min) |
| ----- | ---- | ----------------- | ---------- |
| 1     | ITA  | Antonio Rossi     | 1:37,423   |
| 2     | NOR  | Knut Holmann      | 1:38,339   |
| 3     | POL  | Piotr Markiewicz  | 1:38,615   |
| 4     | ROU  | Geza Magyar       | 1:38,975   |
| 5     | GER  | Lutz Liwowski     | 1:39,307   |
| 6     | ESP  | Miguel García     | 1:40,047   |
| 7     | FIN  | Mikko Kolehmainen | 1:40,331   |
| 8     | SVK  | Róbert Erban      | 1:40,407   |

#### Einer-Kajak 1000 m
| Platz | Land | Sportler           | Zeit (min) |
| ----- | ---- | ------------------ | ---------- |
| 1     | NOR  | Knut Holmann       | 3:25,785   |
| 2     | ITA  | Beniamino Bonomi   | 3:27,073   |
| 3     | AUS  | Clint Robinson     | 3:29,713   |
| 4     | GER  | Lutz Liwowski      | 3:30,025   |
| 5     | ESP  | Agustín Calderon   | 3:31,397   |
| 6     | POL  | Andrzej Gajewski   | 3:32,521   |
| 7     | ROU  | Marin Popescu      | 3:34,549   |
| 8     | BRA  | Sebastián Cuattrin | 3:34,669   |

#### Zweier-Kajak500 m
| Platz | Land | Sportler                          | Zeit (min) |
| ----- | ---- | --------------------------------- | ---------- |
| 1     | GER  | Kay Bluhm Torsten Gutsche         | 1:28,697   |
| 2     | ITA  | Beniamino Bonomi Daniele Scarpa   | 1:28,729   |
| 3     | AUS  | Daniel Collins Andrew Trim        | 1:29,409   |
| 4     | RUS  | Oleg Gorobi Anatoli Tischtschenko | 1:29,677   |
| 5     | POL  | Maciej Freimut Adam Wysocki       | 1:29,937   |
| 6     | HUN  | Zsolt Gyulay Krisztián Bártfai    | 1:30,001   |
| 7     | ROU  | Daniel Stoian Romică Şerban       | 1:30,063   |
| 8     | BUL  | Andrian Duschew Milko Kasanow     | 1:30,513   |

#### Zweier-Kajak 1000 m
| Platz | Land | Sportler                             | Zeit (min) |
| ----- | ---- | ------------------------------------ | ---------- |
| 1     | ITA  | Antonio Rossi Daniele Scarpa         | 3:09,190   |
| 2     | GER  | Kay Bluhm Torsten Gutsche            | 3:10,518   |
| 3     | BUL  | Andrian Duschew Milko Kasanow        | 3:11,206   |
| 4     | POL  | Grzegorz Kotowicz Dariusz Białkowski | 3:11,262   |
| 5     | FRA  | Pierre Lubac Patrick Lancereau       | 3:11,402   |
| 6     | DEN  | Thor Nielsen Jesper Staal            | 3:12,054   |
| 7     | AUS  | Peter Scott Grant Leury              | 3:13,054   |
| 8     | SWE  | Staffan Malmsten Markus Oscarsson    | 3:14,182   |

#### Vierer-Kajak1000 m
| Platz | Land | Sportler                                                          | Zeit (min) |
| ----- | ---- | ----------------------------------------------------------------- | ---------- |
| 1     | GER  | Thomas Reineck Olaf Winter Detlef Hofmann Mark Zabel              | 2:51,528   |
| 2     | HUN  | András Rajna Gábor Horváth Ferenc Csipes Attila Adrovicz          | 2:53,184   |
| 3     | RUS  | Oleg Gorobi Sergei Werlin Georgi Zybulnikow Anatoli Tischtschenko | 2:53,996   |
| 4     | POL  | Grzegorz Kaleta Piotr Markiewicz Marek Witkowski Adam Wysocki     | 2:54,772   |
| 5     | ESP  | Miguel García Jovino González Emilio Merchán Gregorio Vicente     | 2:55,884   |
| 6     | SWE  | Paw Madsen Mattias Oscarsson Henrik Nilsson Jonas Fager           | 2:55,908   |
| 7     | CAN  | Mihai Apostol Renn Crichlow Peter Giles Liam Jewell               | 2:56,664   |
| 8     | BUL  | Petar Karadschow Petar Merkow Nikolaj Jordanow Georgi Tschojkow   | 2:56,696   |

#### Einer-Canadier500 m
| Platz | Land | Sportler              | Zeit (min) |
| ----- | ---- | --------------------- | ---------- |
| 1     | CZE  | Martin Doktor         | 1:49,934   |
| 2     | SVK  | Slavomír Kňazovický   | 1:50,510   |
| 3     | HUN  | Imre Pulai            | 1:50,758   |
| 4     | UKR  | Michał Śliwiński      | 1:51,714   |
| 5     | GER  | Thomas Zereske        | 1:52,358   |
| 6     | DEN  | Christian Frederiksen | 1:52,846   |
| 7     | KAZ  | Konstantin Negodjajew | 1:53,158   |
| 8     | CAN  | Steve Giles           | 1:53,326   |

#### Einer-Canadier 1000 m
| Platz | Land | Sportler          | Zeit (min) |
| ----- | ---- | ----------------- | ---------- |
| 1     | CZE  | Martin Doktor     | 3:54,418   |
| 2     | LVA  | Ivans Klementjevs | 3:54,954   |
| 3     | HUN  | György Zala       | 3:56,366   |
| 4     | GER  | Patrick Schulze   | 3:57,778   |
| 5     | FRA  | Pascal Sylvoz     | 3:59,014   |
| 6     | ROU  | Victor Partnoi    | 3:59,858   |
| 7     | UKR  | Roman Bunds       | 4:02,078   |
| 8     | CRO  | Ivan Šabjan       | 4:04,066   |

#### Zweier-Canadier500 m
| Platz | Land | Sportler                           | Zeit (min) |
| ----- | ---- | ---------------------------------- | ---------- |
| 1     | HUN  | György Kolonics Csaba Horváth      | 1:40,420   |
| 2     | MDA  | Victor Reneischi Nicolae Juravschi | 1:40,456   |
| 3     | ROU  | Gheorghe Andriev Grigore Obreja    | 1:41,336   |
| 4     | GER  | Andreas Dittmer Gunar Kirchbach    | 1:41,760   |
| 5     | BUL  | Martin Marinow Blagowest Stojanow  | 1:42,208   |
| 6     | RUS  | Andrei Kabanow Pawel Konowalow     | 1:42,496   |
| 7     | ESP  | José Alfredo Bea Oleg Shelestenko  | 1:43,572   |
| 8     | SVK  | Csaba Orosz Peter Páleš            | 1:44,116   |

#### Zweier-Canadier 1000 m
| Platz | Land | Sportler                           | Zeit (min) |
| ----- | ---- | ---------------------------------- | ---------- |
| 1     | GER  | Andreas Dittmer Gunar Kirchbach    | 3:31,870   |
| 2     | ROU  | Antonel Borșan Marcel Glăvan       | 3:32,294   |
| 3     | HUN  | György Kolonics Csaba Horváth      | 3:32,514   |
| 4     | BUL  | Martin Marinow Blagowest Stojanow  | 3:34,382   |
| 5     | MDA  | Victor Reneischi Nicolae Juravschi | 3:35,198   |
| 6     | GBR  | Andrew Train Steve Train           | 3:36,694   |
| 7     | SVK  | Csaba Orosz Peter Páleš            | 3:36,938   |
| 8     | ESP  | José Alfredo Bea Oleg Shelestenko  | 3:37,154   |

### Kanurennsport Frauen

#### Einer-Kajak500 m
| Platz | Land | Sportlerin         | Zeit (min) |
| ----- | ---- | ------------------ | ---------- |
| 1     | HUN  | Rita Kőbán         | 1:47,655   |
| 2     | CAN  | Caroline Brunet    | 1:47,891   |
| 3     | ITA  | Josefa Idem        | 1:48,731   |
| 4     | GER  | Birgit Fischer     | 1:49,383   |
| 5     | SWE  | Susanne Gunnarsson | 1:49,591   |
| 6     | AUT  | Ursula Profanter   | 1:50,271   |
| 7     | AUS  | Katrin Borchert    | 1:50,811   |
| 8     | SUI  | Ingrid Haralamow   | 1:50,875   |

#### Zweier-Kajak500 m
| Platz | Land | Sportlerinnen                                  | Zeit (min) |
| ----- | ---- | ---------------------------------------------- | ---------- |
| 1     | SWE  | Agneta Andersson Susanne Gunnarsson            | 1:39,329   |
| 2     | GER  | Birgit Fischer Ramona Portwich                 | 1:39,689   |
| 3     | AUS  | Anna Wood Katrin Borchert                      | 1:40,641   |
| 4     | HUN  | Rita Kőbán Szilvia Mednyánszki                 | 1:40,893   |
| 5     | CAN  | Marie-Josée Gibeau Corrina Kennedy             | 1:41,313   |
| 6     | ESP  | Izaskun Aramburu Beatriz Manchón               | 1:42,621   |
| 7     | POL  | Izabela Dylewska-Światowiak Elżbieta Urbańczyk | 1:42,753   |
| 8     | RUS  | Larissa Kossorukowa Natalja Guli               | 1:43,237   |

#### Vierer-Kajak500 m
| Platz | Land | Sportlerinnen                                                             | Zeit (min) |
| ----- | ---- | ------------------------------------------------------------------------- | ---------- |
| 1     | GER  | Birgit Fischer Anett Schuck Ramona Portwich Manuela Mucke                 | 1:31,077   |
| 2     | SUI  | Ingrid Haralamow Daniela Baumer Sabine Eichenberger Gabi Müller           | 1:32,701   |
| 3     | SWE  | Susanne Rosenqvist Anna Olsson Agneta Andersson Ingela Ericsson           | 1:32,917   |
| 4     | CHN  | Xian Bangdi Gao Beibei Dong Ying Zhang Qin                                | 1:33,089   |
| 5     | CAN  | Marie-Josée Gibeau Alison Herst Corrina Kennedy Klara MacAskill           | 1:33,093   |
| 6     | ESP  | Izaskun Aramburu Beatriz Manchón Ana María Penas Belén Sánchez            | 1:33,577   |
| 7     | RUS  | Olga Tischtschenko Tatjana Tischtschenko Larissa Kossorukowa Natalja Guli | 1:34,345   |
| 8     | AUS  | Shelley Oates Yanda Nossiter Lynda Lehmann Natalie Hunter                 | 1:34,673   |

### Kanuslalom Männer

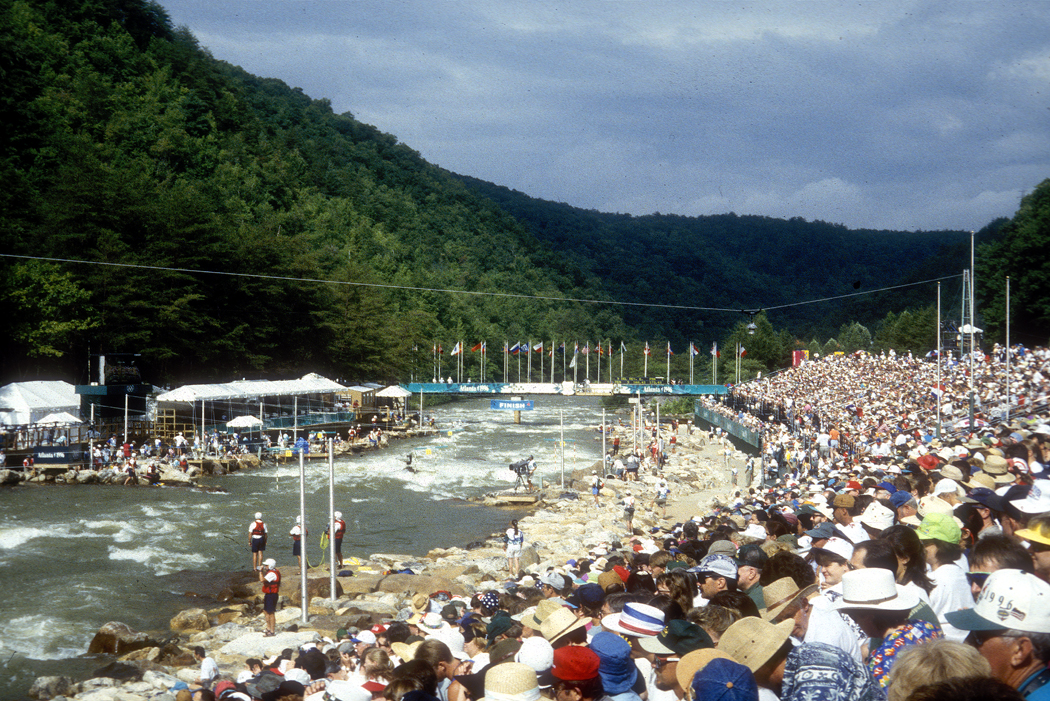
Ocoee Kanuslalom 1996

#### Einer-Kajak
| Platz | Land | Sportler        | Punkte |
| ----- | ---- | --------------- | ------ |
| 1     | GER  | Oliver Fix      | 141,22 |
| 2     | SLO  | Andraž Vehovar  | 141,65 |
| 3     | GER  | Thomas Becker   | 142,79 |
| 4     | FRA  | Laurent Burtz   | 144,33 |
| 5     | IRL  | Ian Wiley       | 145,21 |
| 6     | USA  | Richard Weiss   | 145,78 |
| 7     | SLO  | Jernej Abramič  | 145,81 |
| 8     | GER  | Jochen Lettmann | 145,99 |

28. Juli

#### Einer-Canadier
| Platz | Land | Sportler          | Punkte |
| ----- | ---- | ----------------- | ------ |
| 1     | SVK  | Michal Martikán   | 151,03 |
| 2     | CZE  | Lukáš Pollert     | 151,17 |
| 3     | FRA  | Patrice Estanguet | 152,84 |
| 4     | GBR  | Gareth Marriott   | 155,83 |
| 5     | FRA  | Hervé Delamarre   | 155,98 |
| 6     | FRA  | Emmanuel Brugvin  | 156,71 |
| 7     | GER  | Martin Lang       | 159,91 |
| 8     | POL  | Ryszard Mordarski | 161,00 |

27. Juli

#### Zweier-Canadier
| Platz | Land | Sportler                                 | Punkte |
| ----- | ---- | ---------------------------------------- | ------ |
| 1     | FRA  | Franck Adisson Wilfrid Forgues           | 158,82 |
| 2     | CZE  | Jiří Rohan Miroslav Šimek                | 160,16 |
| 3     | GER  | André Ehrenberg Michael Senft            | 163,72 |
| 4     | GER  | Manfred Berro Michael Trummer            | 163,72 |
| 5     | FRA  | Thierry Saïdi Emmanuel del Rey           | 165,47 |
| 6     | CZE  | Pavel Štercl Petr Štercl                 | 168,45 |
| 7     | POL  | Krzysztof Kołomański Michał Staniszewski | 169,95 |
| 8     | CAN  | Benoît Gauthier François Letourneau      | 172,67 |

28. Juli

### Kanuslalom Frauen

#### Einer-Kajak
27. Juli
| Platz | Land | Sportlerin               | Punkte |
| ----- | ---- | ------------------------ | ------ |
| 1     | CZE  | Štěpánka Hilgertová      | 169,49 |
| 2     | USA  | Dana Chladek             | 169,49 |
| 3     | FRA  | Myriam Fox-Jerusalmi     | 171,00 |
| 4     | ITA  | Maria Cristina Giai Pron | 171,84 |
| 5     | SVK  | Gabriela Brosková        | 172,57 |
| 6     | FRA  | Anne Boixel              | 172,79 |
| 7     | USA  | Cathy Hearn              | 173,03 |
| 8     | CAN  | Margaret Langford        | 173,59 |

Die US-Amerikanerin Dana Chladeck verpasste bei gleicher Gesamtpunktzahl die Goldmedaille nur knapp, weil ihr zweiter Lauf schlechter war.